# Jonathan Henrique Silva
Jonathan Henrique Silva (ur. 21 lipca 1991 w Varginha) – brazylijski lekkoatleta specjalizujący się w trójskoku. W przeszłości uprawiał także bieg na 110 metrów przez płotki oraz okazjonalnie biegał w sztafecie 4 × 100 metrów.
W 2008 zdobył dwa medale kontynentalnych mistrzostw juniorów młodszych w Limie. W 2010 zdobył brąz w sztafecie 4 × 100 metrów podczas młodzieżowych mistrzostw Ameryki Południowej. W tym samym roku bez powodzenia startował na mistrzostwach świata juniorów, tym razem w trójskoku. Wicemistrz kontynentu seniorów w trójskoku z 2011. W 2012 zdobył brąz mistrzostw ibero-amerykańskich oraz złoto młodzieżowych mistrzostw Ameryki Południowej. Reprezentował Brazylię na igrzyskach olimpijskich w Londynie, lecz 26. pozycja w eliminacjach nie dała mu awansu do finału. W 2013 sięgnął po brąz mistrzostw Ameryki Południowej. Złoty medalista igrzysk Ameryki Południowej w Santiago oraz mistrzostw ibero-amerykańskich w São Paulo (2014). Złoty medalista mistrzostw Brazylii.

## Osiągnięcia
| Rok  | Impreza                                     | Miejsce             | Konkurencja                     | Lokata            | Wynik  |
| ---- | ------------------------------------------- | ------------------- | ------------------------------- | ----------------- | ------ |
| 2008 | Mistrzostwa Ameryki Płd. juniorów młodszych | Lima                | bieg na 110 metrów przez płotki | 1. miejsce        | 14,12  |
| 2008 | Mistrzostwa Ameryki Płd. juniorów młodszych | Lima                | trójskok                        | 2. miejsce        | 15,11w |
| 2010 | Młodzieżowe mistrzostwa Ameryki Płd.        | Medellín            | bieg na 110 metrów przez płotki | 5. miejsce        | 14,47  |
| 2010 | Młodzieżowe mistrzostwa Ameryki Płd.        | Medellín            | sztafeta 4 × 100 metrów         | 3. miejsce        | 40,60  |
| 2010 | Mistrzostwa świata juniorów                 | Moncton             | trójskok                        | el. – 21. miejsce | 15,07  |
| 2011 | Mistrzostwa Ameryki Południowej             | Buenos Aires        | trójskok                        | 2. miejsce        | 16,45  |
| 2012 | Mistrzostwa ibero-amerykańskie              | Barquisimeto        | trójskok                        | 3. miejsce        | 16,48  |
| 2012 | Igrzyska olimpijskie                        | Londyn              | trójskok                        | el. – 26. miejsce | 15,59  |
| 2012 | Młodzieżowe mistrzostwa Ameryki Płd.        | São Paulo           | trójskok                        | 1. miejsce        | 16,19w |
| 2013 | Mistrzostwa Ameryki Południowej             | Cartagena de Indias | trójskok                        | 3. miejsce        | 16,35  |
| 2014 | Igrzyska Ameryki Południowej                | Santiago            | trójskok                        | 1. miejsce        | 16,51  |
| 2014 | Mistrzostwa ibero-amerykańskie              | São Paulo           | trójskok                        | 1. miejsce        | 16,84  |
| 2014 | Puchar interkontynentalny                   | Marrakesz           | trójskok                        | 7. miejsce        | 16,04  |

## Rekordy życiowe
- Skok w dal – 7,77 (Santiago, 2013)
- Trójskok – 17,39 (São Paulo, 2012)